# 黄龍 (漢)
黄龍（こうりょう、こうりゅう）は、中国、前漢の宣帝劉詢の治世に行われた7番目の元号。紀元前49年。

## 出来事
- 元年：宣帝崩御。元帝劉奭（りゅうせき）が即位。

## 西暦との対照表
| 黄龍 | 元年   |
| 西暦 | 前49年 |
| 干支 | 壬申   |